# Luge als Jocs Olímpics d'hivern de 2006 - Individual masculí
Als Jocs Olímpics d'Hivern de 2006 celebrats a la ciutat de Torí (Itàlia) es disputà una prova de luge en categoria individual masculina que formà part del programa oficial dels Jocs.
La competició tingué lloc entre els dies 11 i 12 de febrer de 2006 a les instal·lacions esportives de Cesana Pariol. Hi participaren un total de 36 corredors de 20 comitès nacionals diferents.

## Resum de medalles
| Or             | Argent             | Bronze          |
| Armin Zöggeler | Albert Demtschenko | Mārtiņš Rubenis |

## Resultats
Les dues primeres carreres es disputaren el dia 11 de febrer i les dues últimes el 12 de febrer. El temps de les quatre mànegues es combinà per escollir el vencedor.
| Posició | Nom                | CON           | Volta 1 | Volta 2 | Volta 3 | Volta 4      | Total    | Dif.    |
| ------- | ------------------ | ------------- | ------- | ------- | ------- | ------------ | -------- | ------- |
| 1       | Armin Zöggeler     | Itàlia        | 51.718  | 51.414  | 51.430  | 51.526       | 3:26.088 | —       |
| 2       | Albert Demtschenko | Rússia        | 51.747  | 51.543  | 51.396  | 51.512       | 3:26.198 | +0.110  |
| 3       | Mārtiņš Rubenis    | Letònia       | 51.913  | 51.497  | 51.561  | 51.474       | 3:26.445 | +0.357  |
| 4       | Tony Benshoof      | Estats Units  | 51.907  | 51.458  | 51.674  | 51.559       | 3:26.598 | +0.510  |
| 5       | David Möller       | Alemanya      | 52.085  | 51.533  | 51.655  | 51.655       | 3:26.711 | +0.623  |
| 6       | Jan Eichhorn       | Alemanya      | 52.103  | 51.469  | 51.656  | 51.515       | 3:26.743 | +0.655  |
| 7       | Georg Hackl        | Alemanya      | 51.856  | 51.583  | 51.806  | 51.674       | 3:26.919 | +0.831  |
| 8       | Reinhold Rainer    | Itàlia        | 51.926  | 51.696  | 51.647  | 51.733       | 3:27.002 | +0.914  |
| 9       | Markus Kleinheinz  | Àustria       | 52.140  | 51.767  | 51.841  | 51.839       | 3:27.587 | +1.499  |
| 10      | Wilfried Huber     | Itàlia        | 52.095  | 51.748  | 51.848  | 51.984       | 3:27.675 | +1.587  |
| 11      | Viktor Kneib       | Rússia        | 52.050  | 52.150  | 51.981  | 51.884       | 3:28.065 | +1.977  |
| 12      | Reiner Margreiter  | Àustria       | 52.200  | 51.880  | 52.234  | 51.800       | 3:28.114 | +2.026  |
| 13      | Daniel Pfister     | Àustria       | 52.317  | 52.103  | 52.058  | 51.882       | 3:28.360 | +2.272  |
| 14      | Jeff Christie      | Canadà        | 52.382  | 52.027  | 52.013  | 51.939       | 3:28.361 | +2.273  |
| 15      | Stefan Höhener     | Suïssa        | 52.459  | 51.989  | 52.124  | 52.212       | 3:28.784 | +2.696  |
| 16      | Adam Rosen         | Regne Unit    | 52.610  | 52.130  | 52.093  | 52.150       | 3:28.983 | +2.895  |
| 17      | Kaspars Dumpis     | Letònia       | 52.432  | 52.063  | 52.391  | 52.402       | 3:29.288 | +3.200  |
| 18      | Jonathan Myles     | Estats Units  | 52.579  | 52.267  | 52.230  | 52.332       | 3:29.408 | +3.320  |
| 19      | Samuel Edney       | Canadà        | 52.663  | 52.523  | 52.360  | 52.311       | 3:29.857 | +3.769  |
| 20      | Takahisa Oguchi    | Japó          | 52.795  | 52.449  | 52.498  | 52.366       | 3:30.108 | +4.020  |
| 21      | Guntis Rekis       | Letònia       | 52.769  | 52.338  | 52.307  | 52.742       | 3:30.156 | +4.068  |
| 22      | Jozef Ninis        | Eslovàquia    | 52.769  | 52.517  | 52.525  | 52.386       | 3:30.197 | +4.109  |
| 23      | Christian Niccum   | Estats Units  | 53.669  | 52.675  | 52.306  | 52.539       | 3:31.189 | +5.101  |
| 24      | Kiril Serikov      | Rússia        | 54.164  | 52.468  | 52.473  | 52.790       | 3:31.895 | +5.807  |
| 25      | Shiva Keshavan     | Índia         | 53.729  | 52.972  | 52.696  | 52.540       | 3:31.937 | +5.849  |
| 26      | Domen Pociecha     | Eslovènia     | 53.141  | 53.073  | 53.039  | 53.072       | 3:32.325 | +6.237  |
| 27      | Jakub Hyman        | Txèquia       | 53.262  | 53.667  | 52.964  | 52.930       | 3:32.823 | +6.735  |
| 28      | Ma Chih-Hung       | Xina Taipei   | 53.939  | 53.605  | 53.977  | 53.620       | 3:35.141 | +9.053  |
| 29      | Kim Min-Kyu        | Corea del Sud | 53.748  | 54.961  | 53.528  | 53.344       | 3:35.581 | +9.493  |
| 30      | Bogdan Macovei     | Moldàvia      | 55.681  | 55.101  | 54.005  | 53.599       | 3:38.386 | +12.298 |
| 31      | Peter Iliev        | Bulgària      | 54.806  | 55.189  | 55.761  | 53.927       | 3:39.683 | +13.595 |
| 32      | Werner Hoeger      | Veneçuela     | 56.754  | 55.411  | 56.256  | 55.169       | 3:43.590 | +17.502 |
| 33      | Jaroslav Slavik    | Eslovàquia    | 52.786  | 52.066  | 73.877  | 52.156       | 3:50.885 | +24.797 |
| 34      | Shigeaki Ushijima  | Japó          | 53.306  | 89.310  | 52.414  | 52.318       | 4:07.348 | +41.260 |
| 35      | Mark Hatton        | Regne Unit    | 52.790  | 52.720  | 94.895  | 52.494       | 4:12.899 | +46.811 |
| —       | Ian Cockerline     | Canadà        | 52.290  | 52.107  | 52.255  | no finalitzà | —        | —       |